# مقاطعة لندنديري
مقاطعة لندنديري (بالإنجليزية: County Londonderry، بالأيرلندية: Contae Dhoire)‏، وتعرف أيضا باسم مقاطعة ديري، هي إحدى مقاطعات أيرلندا الشمالية الستة. كانت إحدى مقاطعات مملكة أيرلندا منذ عام 1613 ثم المملكة المتحدة بعد قانون الاتحاد عام 1800. وتجاور المقاطعة الساحل الشمالي الغربي لبحيرة لوك ناي، وتغطي مساحة 2,074 كم² (801 ميل مربع) ويبلغ عدد سكانها حاليًا حوالي 247,132 نسمة.

## أعلام
- صموئيل دوغلاس
- جون ريا
- افرايم بلايني
- صموئيل جونستون
- روبرت ماكليلان